# کارول وایت
کارول وایت (انگلیسی: Carol White; زاده ۱ آوریل ۱۹۴۳ – درگذشته ۱۶ سپتامبر ۱۹۹۱) هنرپیشه اهل بریتانیا بود.

## فیلم‌شناسی
- قلب‌های مهربان و نیم‌تاج‌ها (1949) - Young Sibella (uncredited)
- ناقوس‌های سنت ترینیان (1954) - Schoolgirl (در عنوان‌بندی نیامده)
- دکتر در دریا (1955) - Bit Role (در عنوان‌بندی نیامده)
- موبی دیک (1956) - Young Girl (در عنوان‌بندی نیامده)
- دور دنیا در هشتاد روز (1956) - Minor Role (uncredited)
- ۳۹ پله (1959) - Schoolgirl in Assembly Hall (در عنوان‌بندی نیامده)
- بسته غیرمنتظره (1960) - Sexy Teenager (در عنوان‌بندی نیامده)
- شب‌زنده‌داری با بزن و بکوب (1964) - Minor Role (در عنوان‌بندی نیامده)
- تعمیرکار (1968) - Raisl
- برخی آنرا عشق می‌نامند (۱۹۷۳)
- فندق‌شکن (1982) - Margaux Lasselle (final film role)